# Jörn Renzenbrink
Jörn Renzenbrink (Amburgo, 17 luglio 1972) è un ex tennista tedesco.

## Carriera
In carriera ha vinto un titolo nel doppio, l'Hall of Fame Tennis Championships nel 1995, in coppia con il connazionale Markus Zoecke. Nei tornei del Grande Slam ha ottenuto il suo miglior risultato raggiungendo il quarto turno nel singolare agli US Open nel 1994.

## Statistiche

### Singolare

#### Finali perse (1)
| Numero | Anno           | Torneo           | Superficie | Avversario in finale | Punteggio     |
| 1.     | 24 aprile 1994 | Seoul Open, Seul | Cemento    | Jeremy Bates         | 4-6, 7-6, 3-6 |

### Doppio

#### Vittorie (1)
| Numero | Anno           | Torneo                                     | Superficie | Compagno      | Avversari in finale        | Punteggio |
| 1.     | 16 luglio 1995 | Hall of Fame Tennis Championships, Newport | Erba       | Markus Zoecke | Paul Kilderry Nuno Marques | 6-1, 6-2  |